# Trattenbachalm (Pinzgau)
Die Trattenbachalm (auch Rechtegger Alm oder Trattenbach-Grundalm) ist eine bewirtschaftete Berghütte in den Kitzbüheler Alpen im Gemeindegebiet Wald im Pinzgau. Zur Alm gehört neben der Grundalm auch die westlich gelegene, nicht bewirtschaftete Hochalm.

## Lage und Landschaft

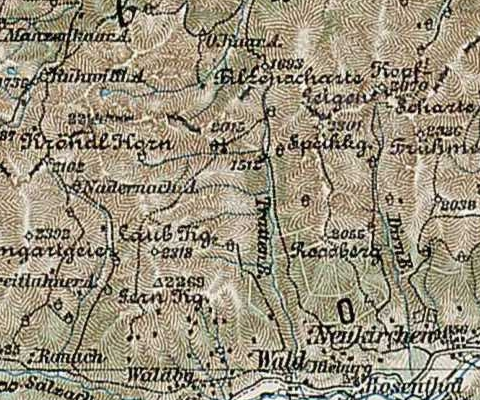
„Tratten B(ach)“. Franzisco-Josephinische Landesaufnahme, Blatt 30–47 Bruneck, um 1900
Grundalm mit Kapelle links oberhalb Kote 1512, Hochalm unterhalb „(Kröndl) Horn“

Die Trattenbachgrundalm liegt im Trattenbachtal, etwa auf halbem Wege zwischen dem Kröndlhorn und dem Filzbach, die Hochalm etwa 1,6 km taleinwärts von der Grundalm.
Nachbarlagen
| Rotwandalm (Gem. Westendorf, Bez. Kitzbühel) | Foischingalm (Gem. Westendorf, Bez. Kitzbühel) | Miesenbachalm (Gem. Westendorf, Bez. Kitzbühel) |
|                                              | Kompassrose, die auf Nachbargemeinden zeigt    | Sonntagsalm                                     |
| Happingalm (Gem. Wald i.P.)                  |                                                | Unterburgalm Montlangeralm                      |

### Geschichte und Bewirtschaftung
Die Alm ist seit 100 Jahren in Besitz einer Familie aus Neukirchen, Heimathof ist der Alpengasthaus Rechtegg in der Rosental/Roßberg.
Bis etwa 1990 konnte man nur bis zum Talkessel (⊙) fahren und musste dann zu Fuß zu den Almen aufsteigen. Danach wurde über die südwestliche Hangseite der Forstweg mit Anschluss an die Almen gebaut.
Mit dem Ausbau der Forstwege wurde die Modernisierung der Trattenbachalmen erheblich erleichtert. Gleichzeitig wurde mit Gastwirtschaft und Übernachtungsmöglichkeit begonnen.

## Wege und Touren
Der Aufstieg erfolgt leicht von Neukirchen oder Wald durch das Trattenbachtal. Der Goetheweg ist in Art eines Themenwegs mit Stationen der Goetheschen Farblehre für Kinder ausgestattet.
Die Alm kann als Ausgangspunkt für Touren auf die Nachbaralmen im benachbarten Tirol sowie zu den Pinzgau-seitigen Almen genutzt werden.
Die Hütte kann Ausgangspunkt für folgenden Touren sein:
- Steinkogel (2299 m)
- Kröndlhorn (2444 m)
- Wildkogel (2224 m)
- Gamskogel (2206 m)
- Großer Rettenstein (2366 m)

Insbesondere kann man den Kitzbüheler Hauptkamm überschreiten und gelangt durch das Windauer Achental nach Westendorf.